# Stand (песня Rascal Flatts)
«Stand» — песня американской кантри-группы Rascal Flatts, написанная Дэнни Ортоном и Блэр Дэйли. Она была выпущена 22 января 2007 года в качестве четвёртого и финального сингла альбома Me and My Gang. Песня достигла первого места в кантри-чарте в США (Hot Country Songs), став там для группы её седьмым синглом номер один на неделе 12 мая 2007 года.

## История
«Stand» — это песня в стиле кантри, в которой речь идет о необходимости преодолевать жизненные препятствия.

## Отзывы
Кевин Джон Койн, рецензируя песню для журнала Country Universe, поставил ей оценку D. Он подвел итог своей рецензии, сказав: «Уберите из текста все оставшееся очарование и оригинальность, вылейте всю жизнь и энергию из продюсирования, добавьте самый жалкий бесхарактерный вокал, который только можно себе представить, и вы получите этот сингл»

## Позиции в чартах

### Еженедельные чарты
| Чарт (2007)                         | Высшая позиция |
| ----------------------------------- | -------------- |
| США (Billboard Hot Country Songs)   | 1              |
| США (Billboard Hot 100)             | 46             |
| США Billboard Pop 100               | 80             |
| Канада (Billboard Canadian Hot 100) | 54             |

### Годовые итоговые чарты
| Чарт (2007)                   | Позиция |
| ----------------------------- | ------- |
| США Country Songs (Billboard) | 11      |